# NGC 3402
NGC 3402 (другие обозначения — NGC 3411, MCG -2-28-12, PGC 32479) — эллиптическая галактика (E) в созвездии Гидры. Открыта Уильямом Гершелем в 1786 году.
Является крупнейшей галактикой своей группы — NGC 3402, относится к cD-галактикам. Наблюдения на VLA обнаружили в галактике источник в ядре достаточных размеров, чтобы его можно было разрешить, а также эмиссию в нём, но джетов найдено не было. Источник в центре имеет резкий спектральный индекс, равный 1,44.
Судя по рентгеновскому излучению в группе, она уже прошла динамическую релаксацию, но распределение температуры в ней аномально: в центре наблюдается высокая температура, а в гало — низкая.
Этот объект входит в число перечисленных в оригинальной редакции «Нового общего каталога». Объект занесён в Новый общий каталог дважды: с обозначениями NGC 3402 и NGC 3411. Независимо от Гершеля ту же галактику открыл Эндрю Коммон в 1880 году, и его открыте вошло в каталог как NGC 3402.